# Rhododendron medoense
Rhododendron medoense är en ljungväxtart som beskrevs av Wen Pei Fang och M.Y. He. Rhododendron medoense ingår i släktet rododendron, och familjen ljungväxter. Utöver nominatformen finns också underarten R. m. adenostylum.